# Espressionismo astratto

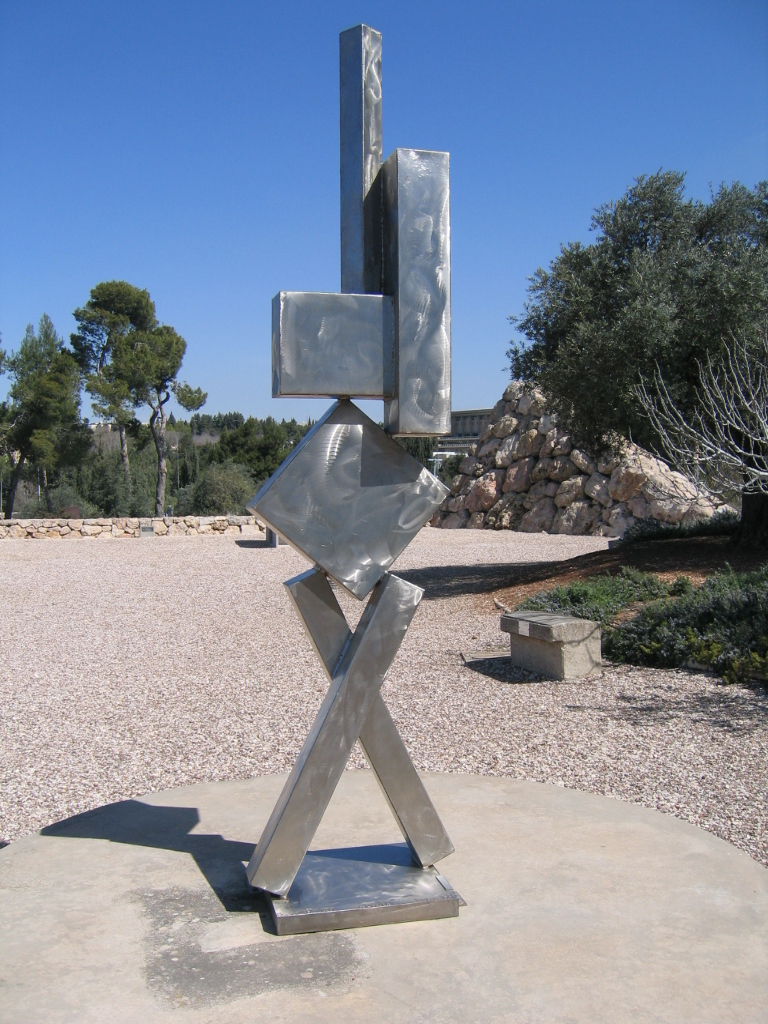
David Smith, Cubi VI (1963), Israel Museum, Gerusalemme. L'autore è uno degli scultori espressionisti astratti più celebri del XX secolo

L'Espressionismo astratto fu un movimento artistico statunitense successivo alla seconda guerra mondiale. Fu il primo fenomeno artistico tipicamente americano ad influenzare il resto del mondo e contribuì a spostare radicalmente la capitale artistica del mondo occidentale da Parigi a New York, e più in generale dall'Europa agli Stati Uniti d'America. Se in America si diffonde l'action painting, in Europa nasce l'arte informale.

## Descrizione
Il New Deal americano, che coincise con la diffusione delle dittature europee (il fascismo in Italia, il nazismo in Germania e il franchismo in Spagna), aveva favorito l'immigrazione degli artisti in fuga dall'Europa che portarono negli Stati Uniti cellule di ogni tendenza: Il Cubismo muralista con Léger, il Dadaismo con Duchamp, Mondrian e Hans Hofmann, l'Astrattismo con Albers, il Realismo con Grosz, il Razionalismo architettonico con Ludwig Mies van der Rohe e soprattutto il Surrealismo, che viene spesso considerato il più importante predecessore dell'espressionismo astratto, grazie all'enfasi posta sulla creazione spontanea, automatica o subcosciente."Il dripping (in italiano: sgocciolatura) di Jackson Pollock su una tela di canapa stesa sul pavimento è infatti una tecnica che ha le sue radici proprio nel lavoro di Max Ernst.
Il termine "Espressionismo astratto" si deve ad Alfred H. Barr Jr. che lo coniò nel 1929 a commento di un quadro di Vasilij Kandinsky. Successivamente fu ripreso per essere applicato all'arte americana degli anni quaranta dal critico Robert Coates nel 1946. Il movimento prende il suo nome dalla combinazione dell'intensità emotiva e autoespressiva degli espressionisti tedeschi con l'estetica anti-figurativa delle scuole di astrazione europee come il Futurismo, il Bauhaus e il Cubismo sintetico. In aggiunta, il movimento possiede un'immagine di ribellione, anarchica, altamente idiosincratica e, secondo il pensiero di alcuni, piuttosto nichilista.
In pratica, il termine viene applicato a tutti quegli artisti operanti a New York nell'immediato dopoguerra con differenti stili, e perfino il cui lavoro non è né particolarmente astratto né espressionista. L'action painting energica di Pollock, è tecnicamente ed esteticamente molto differente dalla violenta e grottesca serie di donne di Willem de Kooning e dai luccicanti blocchi di colore delle opere di Mark Rothko e le vedute malinconiche di Venezia di William Congdon, tuttavia tutti e quattro vengono considerati espressionisti astratti.
L'espressionismo astratto ha delle caratteristiche comuni, ad esempio la predilezione per le ampie tele in canapa, l'enfasi per superfici particolarmente piatte, ed un approccio a tutto campo, nel quale ogni area della tela viene curata allo stesso modo (per esempio, al contrario, alcuni stili prediligono concentrare la raffigurazione nell'area centrale rispetto ai bordi). Come prima originale scuola di pittura in America, l'espressionismo astratto dimostrò la vitalità e la creatività del paese negli anni del dopoguerra, tanto quanto il suo bisogno (o abilità) di sviluppare un senso estetico che non fosse ristretto negli standard europei di bellezza.
Il movimento attrasse l'attenzione, nei primi anni cinquanta, della CIA. Vi videro un mezzo ottimale per la promozione dell'ideale statunitense di libertà di pensiero e di libero mercato, uno strumento perfetto per competere sia con gli stili del socialismo realista prevalente nelle nazioni comuniste, sia con il mercato dell'arte europea, allora dominante. I libri di Frances Stonor Saunders (La Guerra Fredda Culturale - The CIA and the World of Arts and Letters) spiega nel dettaglio come la CIA organizzò e finanziò la promozione degli artisti americani aderenti all'espressionismo astratto, tramite il Congresso per la libertà culturale dal 1950 al 1967.

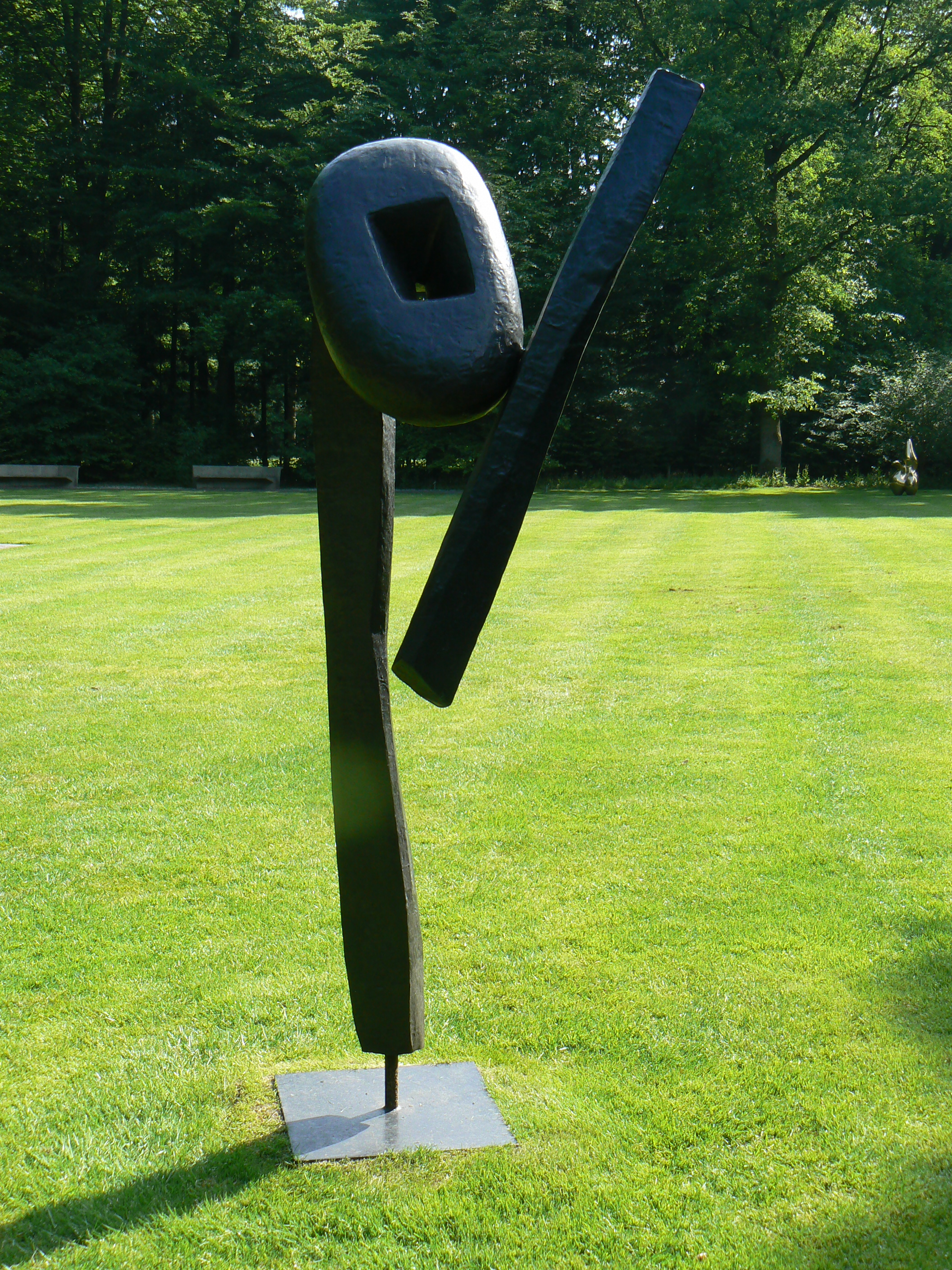
Isamu Noguchi, The Cry, 1959, Museo Kröller-Müller, Otterlo

Gli articoli su due figure portanti delle espressionismo astratto come Jackson Pollock e Philip Guston, scritti dall'artista statunitense Dorothy Koppelman, relazionano la loro arte alla loro vita seguendo un'ottica di Realismo Estetico. L'artista Canadese Jean-Paul Riopelle (1923-2002) aiutò ad introdurre l'espressionismo astratto a Parigi negli anni cinquanta.
Dal 1960, la corrente perse d'impatto e non fu più a lungo tanto influente. Alcuni movimenti, come la pop art e il minimalismo, furono una contro risposta e una ribellione verso quello che l'espressionismo astratto aveva generato. Ad ogni modo, molti pittori, come Fuller Potter, che aveva creato opere espressioniste astratte, continuarono a lavorare su questa linea per molti anni ancora, a volte estendendo ed espandendo le implicazioni estetiche e filosofiche di questa ricerca artistica.

### Esponenti
I più rappresentativi espressionisti astratti sono oggi ritenuti:
- William Baziotes
- Ferruccio Bortoluzzi
- William Congdon
- Willem de Kooning
- Helen Frankenthaler
- Arshile Gorky
- Adolph Gottlieb
- Philip Guston
- Adolfo Saporetti
- Hans Hofmann
- Franz Kline
- Lee Krasner
- Morris Louis
- Conrad Marca-Relli
- Robert Motherwell
- Barnett Newman
- Isamu Noguchi
- Jules Olitski
- Jackson Pollock
- Ad Reinhardt
- Mark Rothko
- Emilio Scanavino
- Clyfford Still
- Cy Twombly
- Mark Tobey
- Bradley Walker Tomlin
- Alfred L. Copley
- Joan Mitchell